# Karl Friedrich von Knorre
Karl Friedrich Knorre ( 28 de marzo de 1801 en Dorpat  , 29 de agosto de 1883 en Berlín ) fue un astrónomo ruso de origen alemán.
Perteneció a una familia de astrónomos. Su padre, Ernst Friedrich Knorre, originario de Magdeburgo residió en Dorpat entre 1803-1810 como miembro del observatorio local y profesor de matemáticas en la Universidad Imperial .
Como su padre murió cuando Karl tenía solo 10 años, fue criado por su tío Charles Senff. Era un alumno aplicado y dejó la escuela muy temprano. A los 15 años estudió en la Universidad de Dorpat. Al igual que su padre tenía una afición por las matemáticas y la astronomía. A petición de su tío comenzó a estudiar teología en la Universidad de Dorpat. Al mismo tiempo, sin embargo, asumió también el estudio de las matemáticas. Fue el astrónomo profesor Friedrich Georg Wilhelm Struve , más tarde director del Observatorio de Dorpat, quien apoyó la vocación de Knorre.
Trabajó luego como astrónomo naval de la Flota del Mar Negro.